# Somalodillo paeninsulae
Somalodillo paeninsulae là một loài chân đều trong họ Eubelidae. Loài này được Ferrara & Taiti miêu tả khoa học năm 1985.